# Generali Ladies Linz 2016
Generali Ladies Linz 2016 — жіночий тенісний турнір, що проходив на закритих кортах з твердим покриттям. Це був 30-й за ліком Linz Open. Належав до категорії International у рамках Туру WTA 2016. Відбувся на TipsArena Linz у Лінці (Австрія). Тривав з 10 до 16 жовтня 2016 року.

## Очки і призові

### Нарахування очок
| Дисципліна       | П   | Ф   | ПФ  | ЧФ | 1/8 | 1/16 | Q   | Q2  | Q1  |
| Одиночний розряд | 280 | 180 | 110 | 60 | 30  | 1    | 18  | 12  | 1   |
| Парний розряд    | 280 | 180 | 110 | 60 | 1   | Н/Д  | Н/Д | Н/Д | Н/Д |

### Призові гроші
| Дисципліна       | П       | Ф       | ПФ      | ЧФ     | 1/8    | 1/161  | Q2     | Q1   |
| Одиночний розряд | $43,000 | $21,400 | $11,500 | $6,200 | $3,420 | $2,220 | $1,285 | $750 |
| Парний розряд *  | $12,300 | $6,400  | $3,435  | $1,820 | $960   | Н/Д    | Н/Д    | Н/Д  |

1 Кваліфаєри отримують і призові гроші 1/16 фіналу

* на пару

## Учасниці основної сітки в одиночному розряді

### Сіяні
| Країна     | Гравчиня               | Рейтинг1 | Сіяна |
| ---------- | ---------------------- | -------- | ----- |
| Іспанія    | Гарбінє Мугуруса       | 4        | 1     |
| Словаччина | Домініка Цібулкова     | 8        | 2     |
| США        | Медісон Кіз            | 9        | 3     |
| Іспанія    | Карла Суарес Наварро   | 10       | 4     |
| Росія      | Анастасія Павлюченкова | 17       | 5     |
| Нідерланди | Кікі Бертенс           | 23       | 6     |
| Росія      | Дарія Касаткіна        | 24       | 7     |
| Німеччина  | Лаура Зігемунд         | 29       | 8     |

- Рейтинг станом на 3 жовтня 2016

### Інші учасниці
Нижче наведено учасниць, які отримали вайлдкард на участь в основній сітці:
- Белінда Бенчич
- Домініка Цібулкова
- Барбара Гаас
- Медісон Кіз

Нижче наведено гравчинь, які пробились в основну сітку через стадію кваліфікації:
- Осеан Доден
- Менді Мінелла
- Крістина Плішкова
- Сара Соррібес Тормо

### Знялись з турніру
До початку турніру
- Сара Еррані → її замінила  Мона Бартель
- Анна-Лена Фрідзам → її замінила  Анетт Контавейт
- Кароліна Плішкова → її замінила  Гарбінє Мугуруса
- Барбора Стрицова → її замінила  Деніса Аллертова

Під час турніру
- Медісон Кіз

### Завершили кар'єру
- Менді Мінелла
- Гарбінє Мугуруса

## Учасниці основної сітки в парному розряді

### Сіяні
| Країна     | Гравчиня             | Країна | Гравчиня        | Рейтинг1 | Сіяна |
| ---------- | -------------------- | ------ | --------------- | -------- | ----- |
| США        | Ракель Атаво         | США    | Абігейл Спірс   | 38       | 1     |
| Нідерланди | Кікі Бертенс         | Швеція | Юганна Ларссон  | 83       | 2     |
| Німеччина  | Анна-Лена Гренефельд | Чехія  | Квета Пешке     | 95       | 3     |
| Нідерланди | Демі Схюрс           | Чехія  | Рената Ворачова | 145      | 4     |

- 1 Рейтинг подано станом на 3 жовтня 2016

### Інші учасниці
Нижче наведено пари, які отримали вайлдкард на участь в основній сітці:
- Ана Богдан /  Барбара Гаас
- Сандра Клеменшиц /  Патті Шнідер

## Переможниці

### Одиночний розряд
- Домініка Цібулкова —  Вікторія Голубич 6–3, 7–5

### Парний розряд
- Кікі Бертенс /  Юганна Ларссон —  Анна-Лена Гренефельд /  Квета Пешке 4–6, 6–2, [10–7]